# Somatogyrus crassilabris
The Thick-lipped pebblesnail, danh pháp hai phần Somatogyrus crassilabris, là một loài ốc nước ngọt có nắp, là động vật thân mềm chân bụng sống dưới nước thuộc họ Hydrobiidae. Đây là loài đặc hữu của Hoa Kỳ. Môi trường sống tự nhiên của chúng là sông ngòi.